# S Orionis
Az S Orionis egy vörös óriás az Orion csillagképben. Ez egy mira típusú változócsillag, ami 420 napos ciklussal pulzál, a sugara 1,9-2,3 CsE között változik.